# Konwencja ATP
Konwencja ATP – międzynarodowa umowa dotycząca przewozu towarów, artykułów spożywczych szybko psujących się, a także odnosząca do specjalnych środków transportu dopasowanych do tych przewozów. Sporządzono ją w Genewie we wrześniu 1970 roku. Weszła ona w życie w sześć lat później. Polska ratyfikowała tę konwencję w 1984 roku.

## Wymagania
Konwencja reguluje wymagania odnoszące się do:
- temperatury, w której należy przechowywać dany towar,
- wyposażenia oraz warunków termicznych, jakie musi spełniać dany pojazd,
- kontroli zgodności z normami środków transportu chłodzonych lub ocieplanych,
- procedur i metod pomiarów, a także kontroli urządzeń chłodniczych, grzewczych.

## Postanowienia
Zawierając umowę ATP, obie strony tej konwencji polepszają warunki zachowania jakości szybko psujących się towarów w czasie ich przewozu. 
Postanowienia tego porozumienia stosuje się do:
- przewozów wykonywanych na własny rachunek bądź też na rzecz osób trzecich za pomocą transportu kolejowego lub samochodowego (albo obydwoma tymi rodzajami transportu),
- przewozów morskich wykonywanych na odległość mniejszą niż 150 km, poprzedzonych przewozami lądowymi. Ładunki muszą być dostarczone bez przeładunku środkami transportu do przewozów lądowych.

## Pojazdy
Pojazdy do przewozów towarów szybko psujących się, np. przyczepy, naczepy, kontenery muszą spełniać warunki określone w załączniku konwencji ATP. 
Dotyczą one m.in.:
- ogrzewanych środków transportu, które dzięki urządzeniom grzewczym potrafią utrzymywać temperaturę wewnątrz próżnego nadwozia nawet do 12 godzin,
- chłodzonych mechanicznie środków transportu, pozwalających na obniżanie temperatury, a następnie utrzymywanie jej wewnątrz próżnego nadwozia (zabudowa z urządzeniem chłodzącym do temp.: od +12ºC do 0ºC; od +12ºC do -10ºC; od +12ºC do -20ºC),
- izolowanych cieplnie środków transportu,
- pojazdów do przewozu towarów, których nadwozie wykonuje się z izolowanych termicznie ścian, przez co ograniczają one wymianę ciepła z otoczeniem.

## Stan prawny
Do konwencji ATP przystąpiły już:
Wielka Brytania, Belgia, Austria, Niemcy, Polska, Portugalia, Norwegia, Maroko, Hiszpania, USA, Węgry, Holandia, Irlandia, Chorwacja, Dania, Słowacja, Słowenia, Włochy, Czechy, Federacja Rosyjska, Kazachstan, Szwecja, Luksemburg, Grecja, Finlandia, Jugosławia.
Szwajcaria nie ratyfikowała jeszcze podpisanej przez siebie umowy, zaś Afryka Południowa zaczęła już prace nad przystąpieniem do Umowy ATP.